# Illute

Illute

Illute (eigentlich: Ute Kneisel, * 1979 in Hamm) ist eine deutsche Sängerin und Songschreiberin.

## Werdegang
Nach dem Illustrations-Studium in Münster zog sie nach Berlin, wo sie seitdem als Illustratorin und Grafikerin tätig ist. Ab 2007 gab sie erste kleine Konzerte in der Singer-Songwriter-Szene. Sie war eine der ersten Künstlerinnen im Berliner Format TV Noir. In diesem Jahr gewann sie den Nachwuchswettbewerb des Chansonfest Berlin im BKA-Theater. 2008 wurde der Wiener Produzent Alexander Nefzger (Clara Luzia, Mika Vember, Kommando Elefant) auf sie aufmerksam, der ihr Debütalbum immer kommt anders als du denkst! produzierte und auf dem Wiener Label LasVegas Records und dem Leipziger Label analogsoul veröffentlichte. Es folgten mehrere Tourneen, vornehmlich in Deutschland und Österreich.
Illutes meist deutschsprachigen Stücke vertont sie selbst auf Klavier, Gitarre oder Percussions. Sie singt auch auf Spanisch, Schwedisch, Japanisch oder Englisch und veröffentlicht sporadisch Tonträger in kleineren Auflagen.

## Diskografie

### Alben
- Immer kommt anders als du denkst! (LasVegas Records, 2010)
- So wie die Dinge um uns stehn (Timezone, 2014)

### Singles
- Viva la Ignorancia (LasVegas Records, 2010)
- My Music Is A Boat (LasVegas Records, 2011)
- Mein Matrose (Timezone, 2014)
- Sichtbar (Timezone, 2015)
- Dieses Kind (mi niki nkong recordings 2020)

### EPs
- Die Realität verschluckt die Unendlichkeit in einer einzigen Möglichkeit (LasVegas Records, 2012)
- Unter den Gedanken wohnt ein Tier (mi niki nkong recordings, 2020)[2][3]

## Gastmusiker
Illute tritt alleine oder mit wechselnden Gastmusikern auf. Zu diesen gehören u. a.: Jacob Przemus (Schlagzeug), Judith Hille (Geige, Gesang), Sarah-Luise Raschke (Cello, Gesang), Daniella Grimm (Geige, Gesang), Miri Mehrstimmig (Flöte, Gesang), Gabriella Strümpel (Cello, Gesang), Philipp Schwendke (Bass), Mika Vember (Gesang, Gitarre, Percussion), Elli Malou (Gesang), Ann Sellberg (Akkordeon, Klavier, Gesang), Michael Klapper (Schlagzeug), Günther Pauls (Bass) und Tromla (Schlagzeug).